# 4528 Berg
4528 Berg (1983 PP) là một tiểu hành tinh vành đai chính được phát hiện ngày 13 tháng 8 năm 1983 bởi Bowell, E. ở Flagstaff.